# Vietnamese Democratische Socialistische Partij
De Vietnamese Democratische Socialistische Partij (Vietnamees: Đảng Dân chủ Xã hội Việt Nam) was een politieke partij in Zuid-Vietnam die van 1946 tot 1975 bestond. De partij is ook wel bekend geworden als de Hoa Hao Sociaal Democratische Partij,p. 25 omdat de aanhangers behoorden tot het Hòa Hảo-boeddhisme.

## Geschiedenis
De Vietnamese Democratische Socialistische Partij werd op 21 september 1946 opgericht. De oprichters hadden een sociaaldemocratische en nationalistische partij voor ogen die streefde naar een van Frankrijk onafhankelijke Vietnamese staat.p. 274 De meeste partijleden waren aanhangers van het Hòa Hảo-boeddhisme, vandaar dat de partij de informele bijnaam Hoa Hao Sociaaldemocratische Partij kreeg. De oprichters hadden echter nooit een sektarische partij voor ogen en ook aanhangers van andere godsdiensten en levensbeschouwingen waren welkom binnen de partij.
De partij beschikte over een militie (Hoa Hao Volksleger) die zowel streed tegen de Fransen als de Viet Minh. In 1947 staakte de militie haar strijd tegen de Fransen, waardoor de weg vrij werd gemaakt voor de Vietnamese Democratische Socialistische Partij om deel te nemen aan het politieke proces in het door de Fransen gecontroleerde Zuid-Vietnam. Kort tevoren was de partijleider, Huỳnh Phú Sổ, verdwenen (waarschijnlijk was hij door de Viet Minh vermoord). Tot 1955 ontplooide de partij echter geen activiteiten. Nadat het zuiden onder de naam Republiek Vietnam in 1954 een zelfstandige staat was geworden ontstond er tweedracht binnen de gelederen van de partij over samenwerking met de regering van president Ngo Dinh Diem. Uiteindelijk koos een deel van de partij de zijde van de regering van Diem, terwijl een ander deel zich beschouwde als onderdeel van de oppositie. De regeringsgezinde vleugel van de democratische socialisten won als deel van het regeringsblok in 1959 drie zetels in de Nationale Vergadering.p. 25 Na de val van Diem (1963) herenigden de twee vleugels zich in 1972 weer tot een partij en werd de partij onderdeel van het door president Nguyen Van Thieu geleide Nationaal Sociaaldemocratisch Front, een federatie van regeringsgezinde partijen.
In 1975, na de val van Saigon en de instelling van een communistisch bewind over het zuiden van Vietnam, werd de Vietnamese Democratische Socialistische Partij verboden.

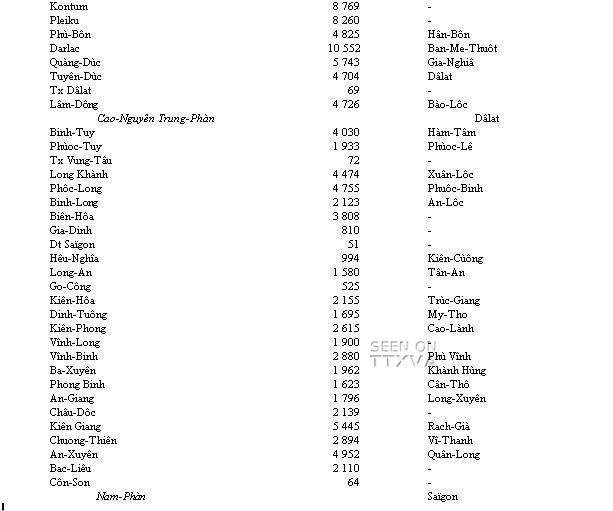
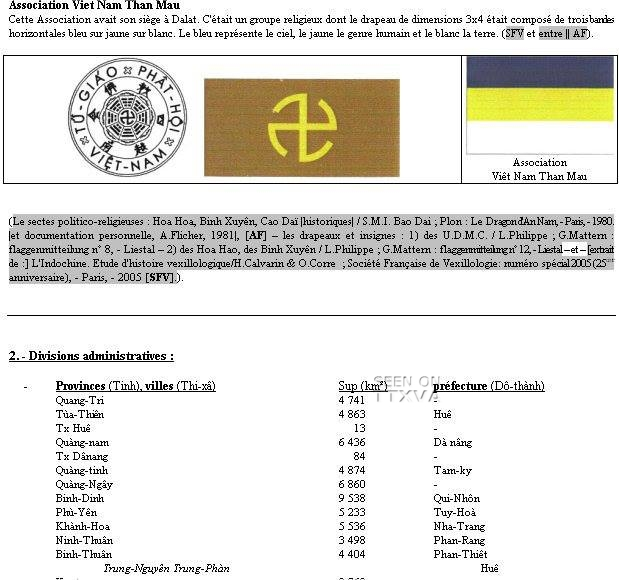
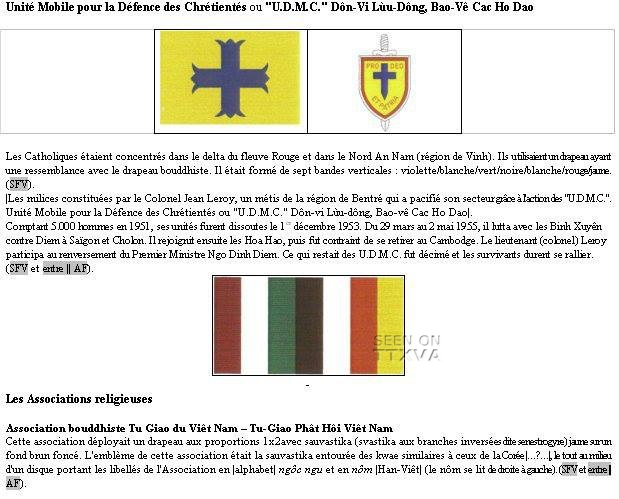
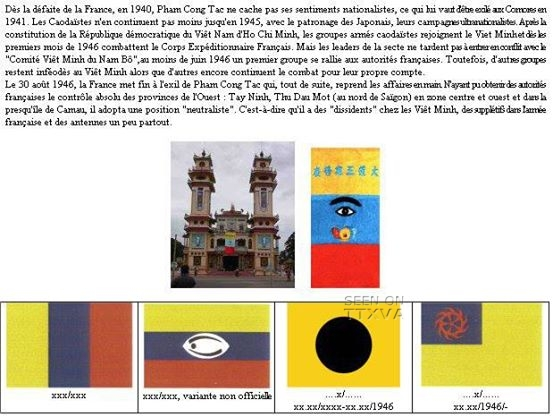
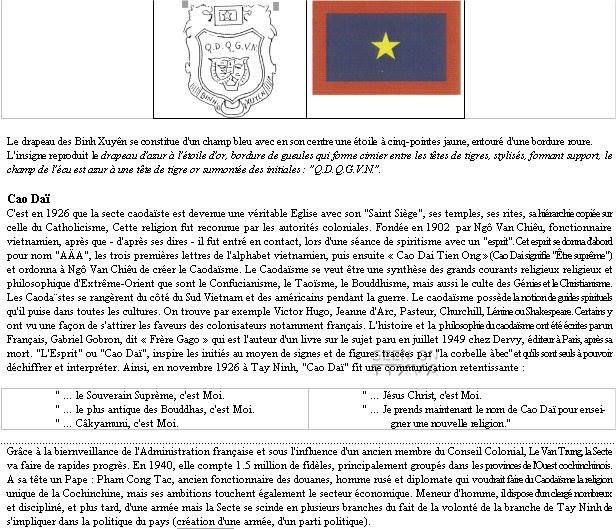
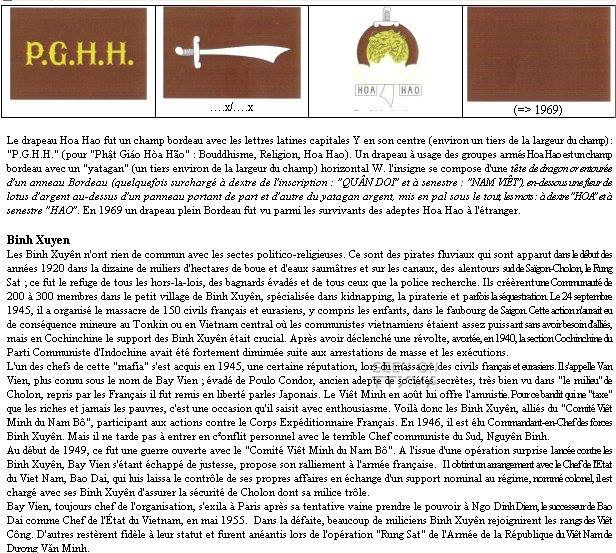
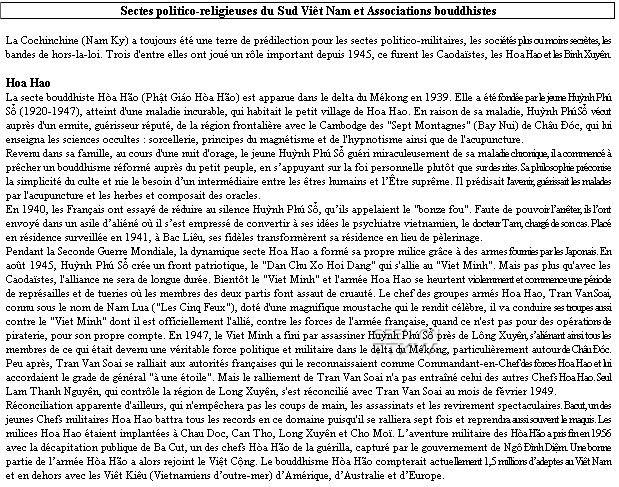
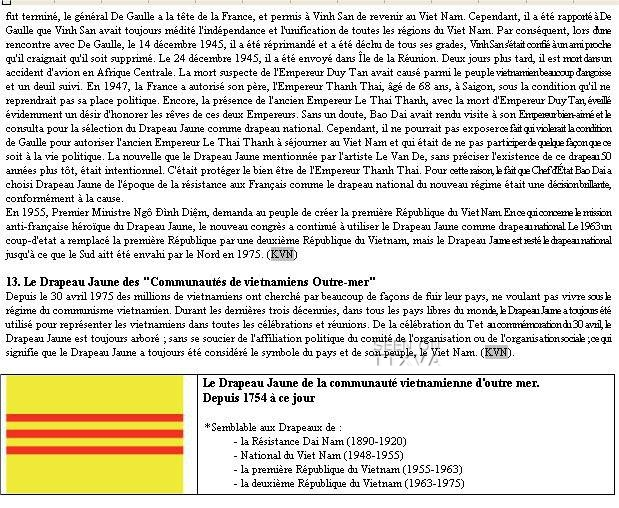